# Zajatecký tábor Josefov

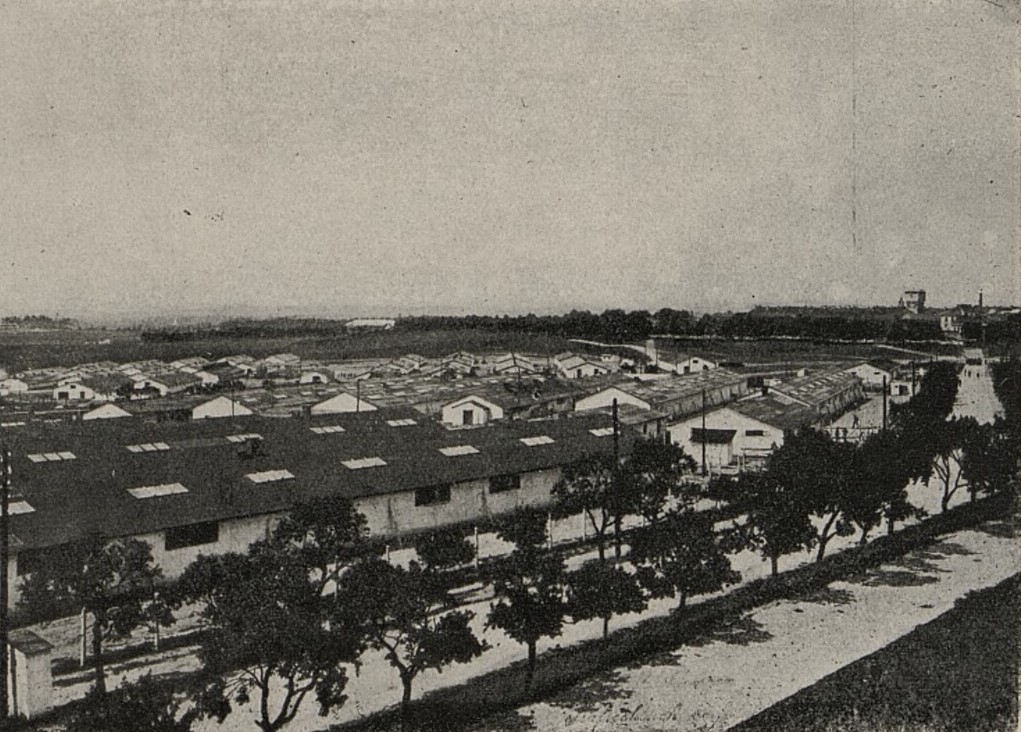
Pohled na část tábora ve směru na Nové Pleso

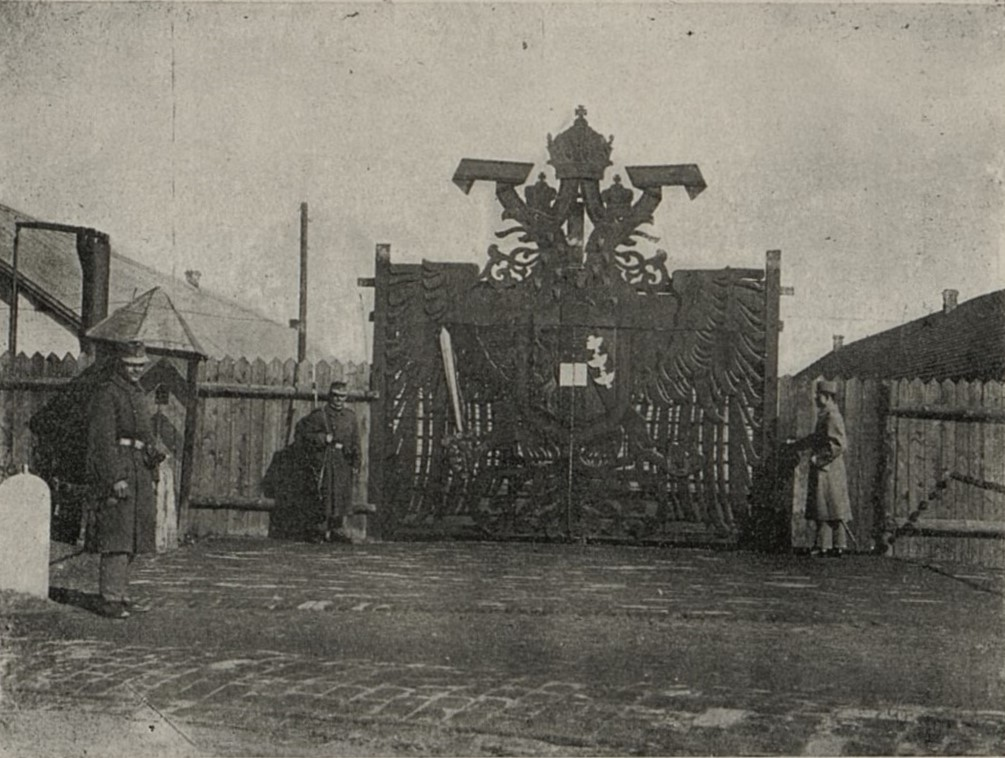
Hlavní brána tábora A

Zajatecký tábor Josefov existoval během první světové války ve východočeském městě téhož názvu. Umisťováni tu byli především váleční zajatci z ruské fronty, kromě nich zde ale také byli např. Italové nebo Srbové.

## Historie
Tábor pro válečné zajatce byl oficiálně zřízen dne 12. října 1914 a budován na podzim téhož roku na místě původního vojenského cvičiště. Tvořily jej domy o délce 40, resp. 70 m a šířce deseti metrů. Ve vojenském velitelství josefovské pevnosti sídlilo ředitelství tábora. Tábor v podobě řady velkých dřevěných domů s centrálním vytápěním byl zbudován rekordně rychle (za osm dní) za pomoci ohromného počtu pracovníků. Na stavbě pracovalo celkem pět set lidí bez přestávky ve dne v noci; bylo použito do té doby nepříliš rozšířené elektrické osvětlení. Původní areál tábora byl označovaný písmenem "A", později byl rozšířen v průběhu roku 1915 ještě o další části (B, C, D a E).
Součástí celého komplexu byly také i pekárny, které měly zajistit zásobování zajatců (zbudovány byly na jaře 1915; do té doby zde docházelo k problémům se zásobováním) a dva lazarety. V průběhu času zde vznikla další potřebná infrastruktura, kterou byl např. vodovodní řad, kanalizace nebo elektrické osvětlení. Vzhledem k četným útokům zde byla postavena i strážní věž.

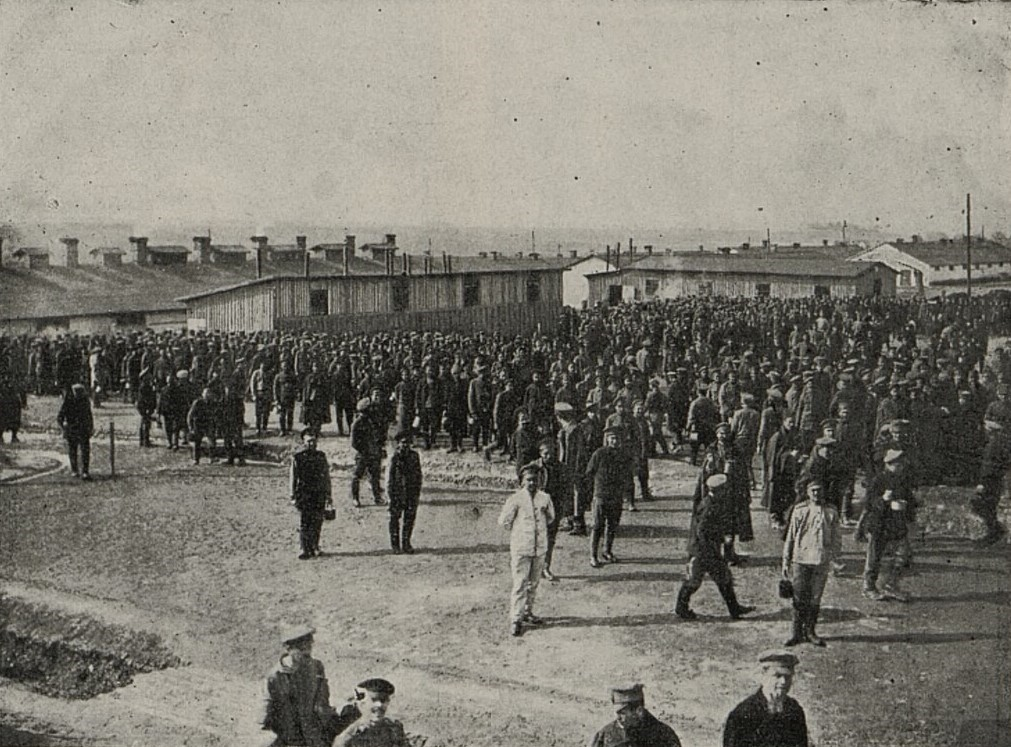
Ruští váleční zajatci v táboře

Již 17. října 1914 byly do tábora umístěni první váleční zajatci z východní fronty z ruské armády. Jednalo se asi o tisíc lidí. Do prosince 1914 dorazilo ještě dalších několik tisíc lidí. Tábor sloužil především jako tranzitní, tj. vojáci sem byli převáženi a z Josefova potom rozváženi dál po celém Rakousko-Uhersku do odpovídajících dalších táborů. Distribuce však po nějakou dobu fungovala složitě, a tak byl tábor přeplňován. Navíc se zde začaly šířit nemoci, jako např. tyfus[nepřesný odkaz] nebo cholera, což byl ale obecně problém jak internačních táborů, tak i táborů uprchlických, které za tzv. „velké války“ existovaly po celém mocnářství. Nejvíce zajatců zde bylo umístěno na počátku roku 1917 (14 500), kdy Rakousko-Uhersko vyjednávalo o mírových podmínkách s Ruskem. Počet zajatců, který v tomto táboře zemřel, se pohybuje dle odhadů okolo několika stovek.

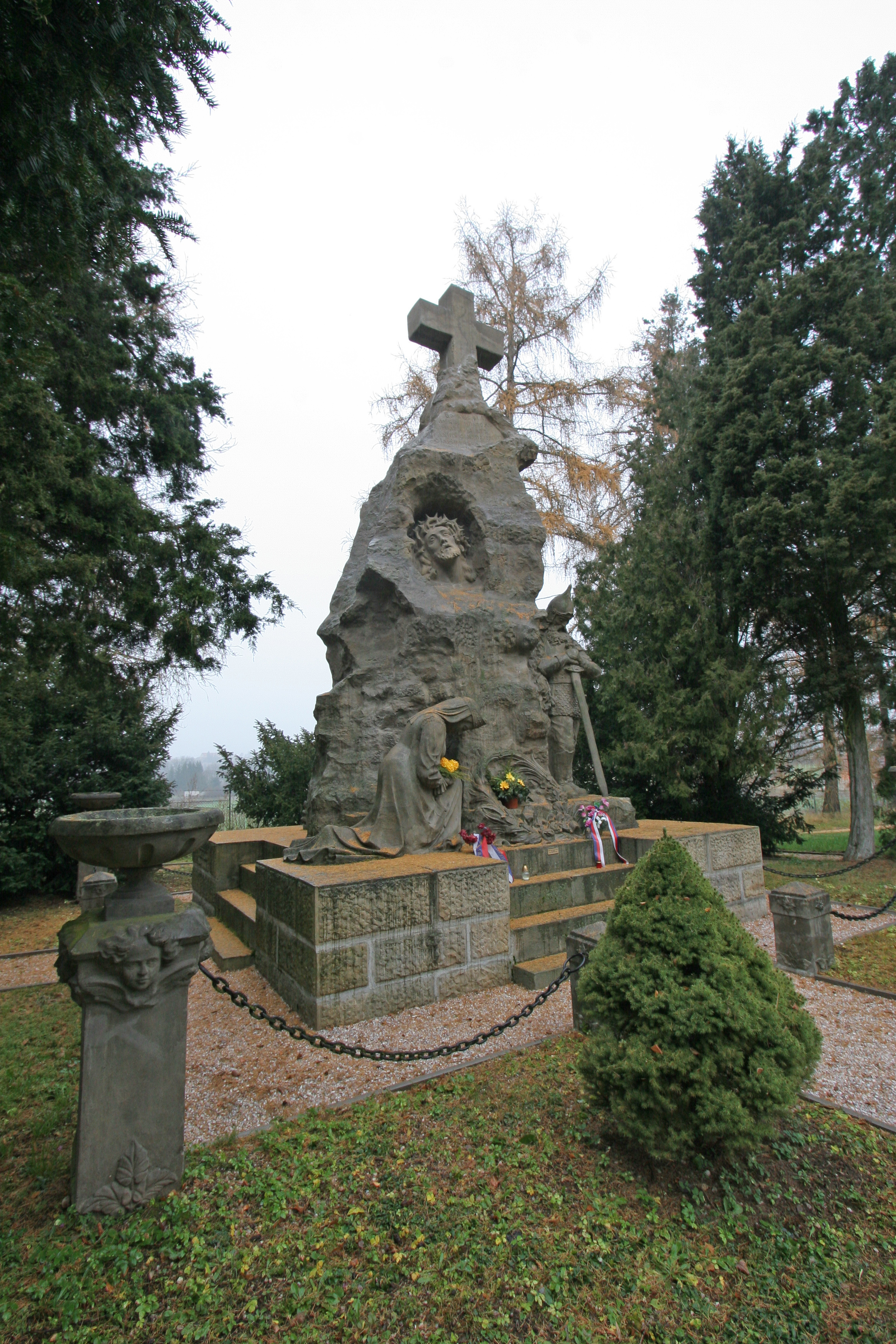
Pomník na jaroměřském vojenském hřbitově připomínající zemřelé vojenské zajatce

Tábor existoval ještě i po první světové válce. Poslední vězeň odsud byl propuštěn v roce 1921. Později byl areál zbourán a dnes se na jeho místě nachází orná půda.